# Maison de Mandrin
Pour les articles homonymes, voir Mandrin.
La maison de Mandrin est une maison située à Brioude (Haute-Loire, région Auvergne-Rhône-Alpes, France), inscrite comme monument historique.

## Description historique
Deux bâtiments interconnectés composent la maison. L'un d'eux a été construit au début du XVIe siècle et a remplacé la tour située à côté d'une porte du cloître du XIIe siècle. La maison a deux étages et possède plusieurs fenêtres, dont une baie triple avec un ornement servant de cadre de style gothique. À l'intérieur se trouve une grande salle voûtée avec des nervures, enduit de pierre de fondation en plâtre, incrustée de l'emblème du chanoine de la famille de Langeac. La maison a une autre pièce avec une voûte nervurée et une pièce avec un plafond à la française. Au premier étage, une chambre a été décorée de boiseries, cheminée et trumeau en stuc au XVIIIe siècle. Au XIXe siècle, lorsque la maison a été construite sur la cour de la maison, la maison était attachée à un petit bâtiment du côté ouest. Le bâtiment est divisé en deux étages, avec un mur extérieur en briques cintrées et pans de bois, ainsi que des consoles ornées de sculptures atlantes conçues vers 1940. 
Bien que Mandrin n'y ait jamais vécu, il était venu y « vendre » du tabac au responsable de l’entrepôt qui en serait mort un peu plus tard. On doit la restauration de la salle du rez-de-chaussée ainsi que la fresque « Ici sévit Mandrin » à l'extérieur au plasticien Yves Morvan.
La maison en totalité, y compris les salles voûtées d'ogives du rez-de-chaussée, la chambre à alcôve et la chambre au trumeau du premier étage, ainsi que la porte de la Ganivelle sont inscrits au titre des monuments historiques par arrêté du 24 novembre 2003.

## Galerie

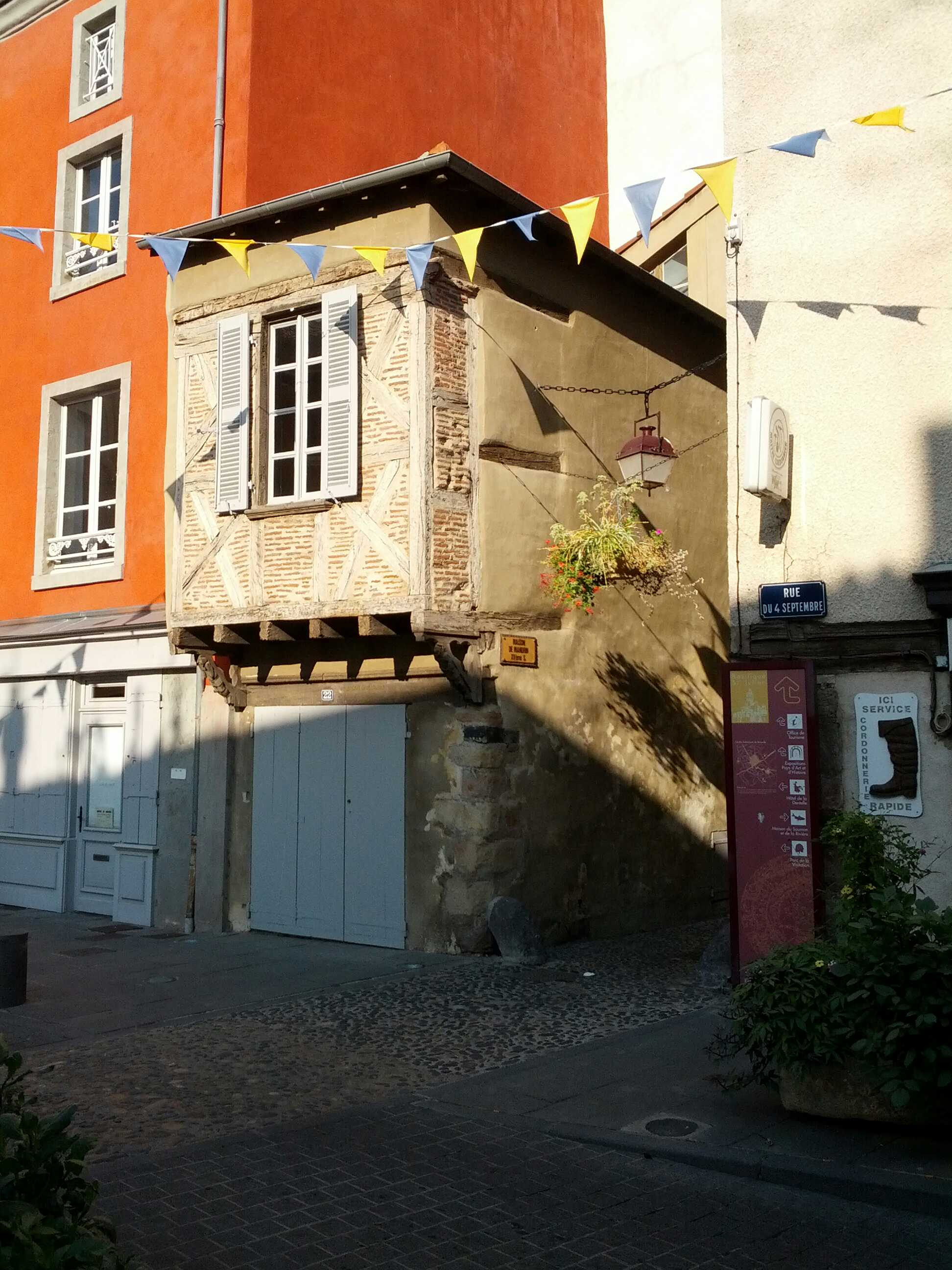
Maison en 2012.
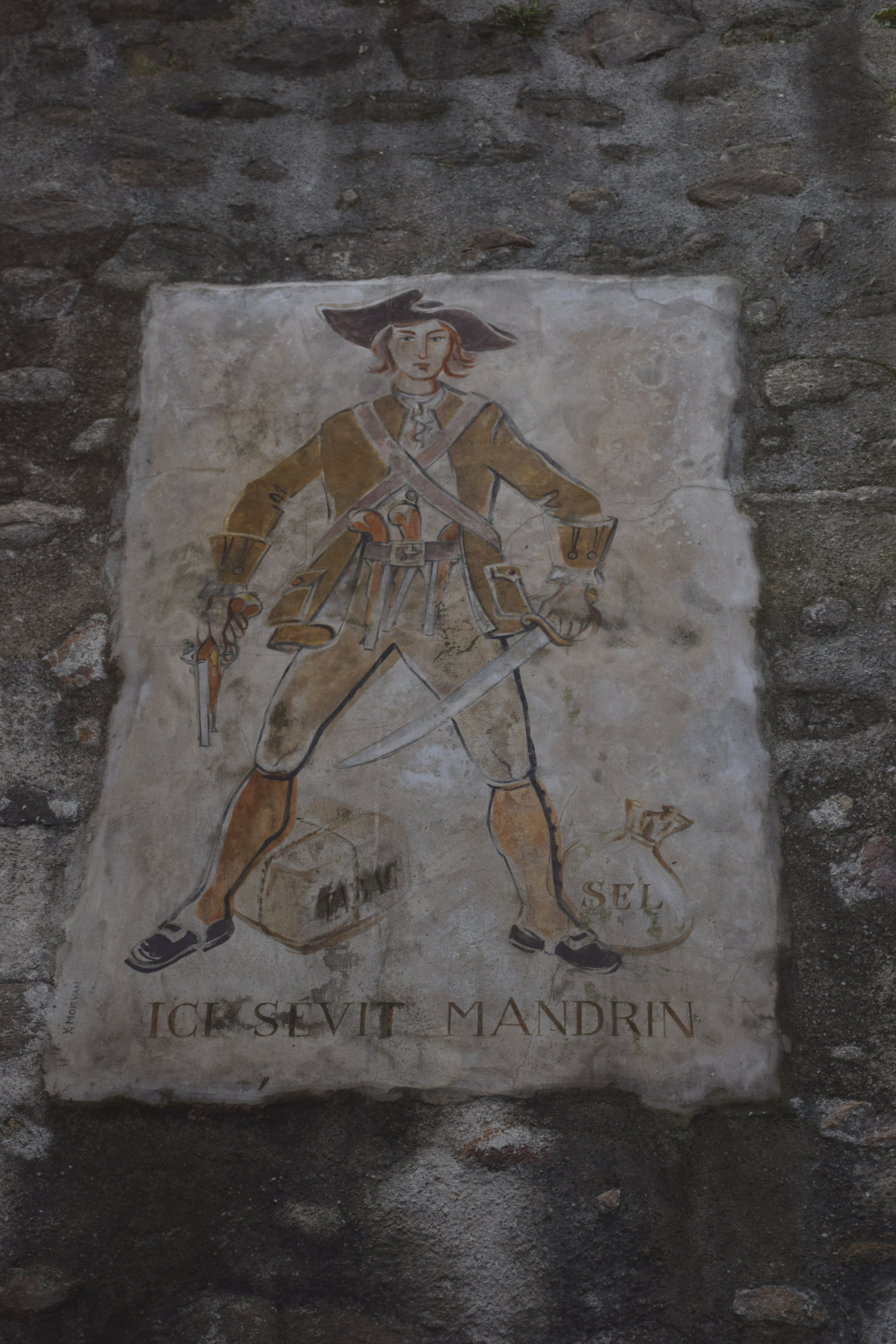
Sculpture sur la porte de la Ganivelle jouxtant la maison de Mandrin.
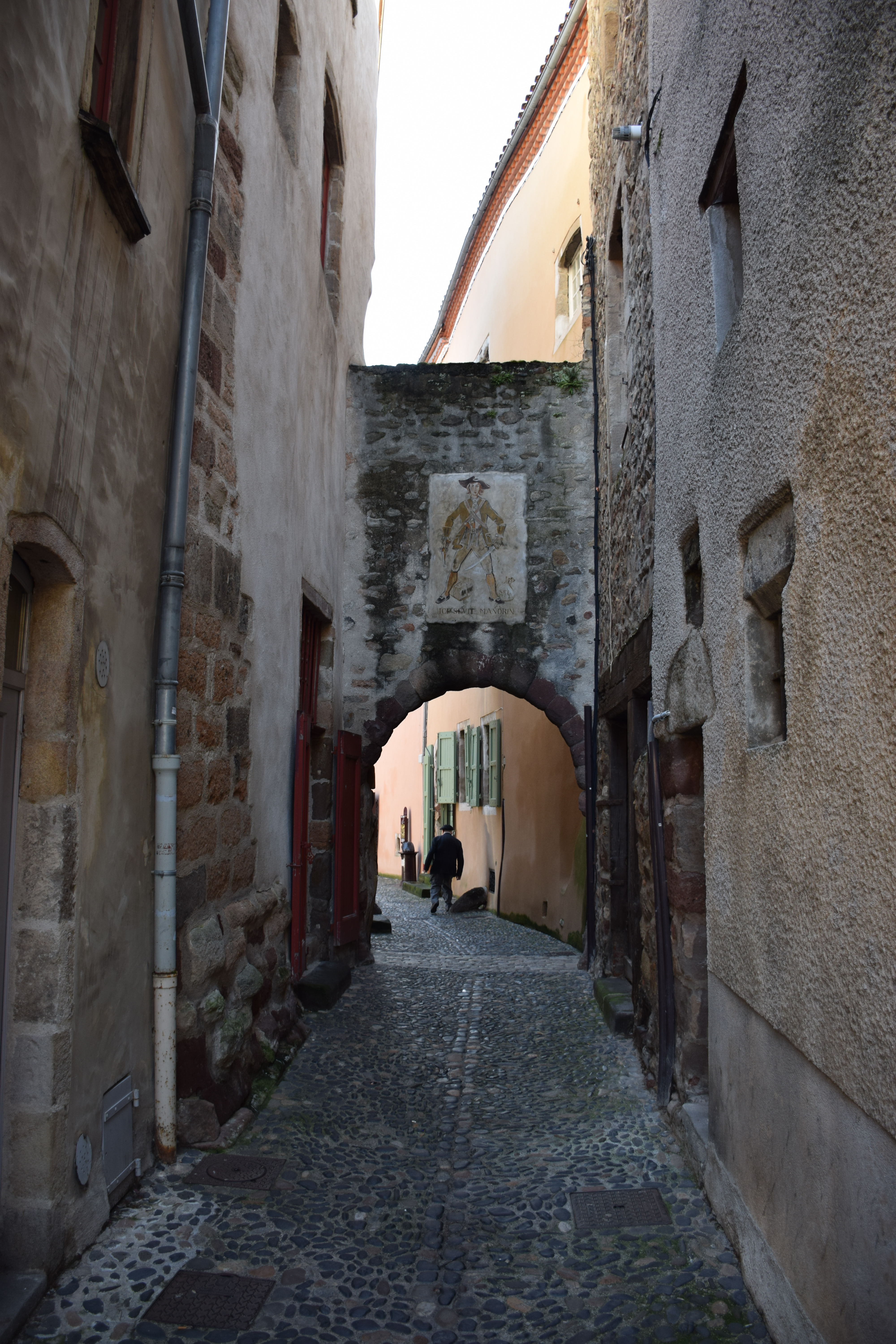
Porte de la Ganivelle.
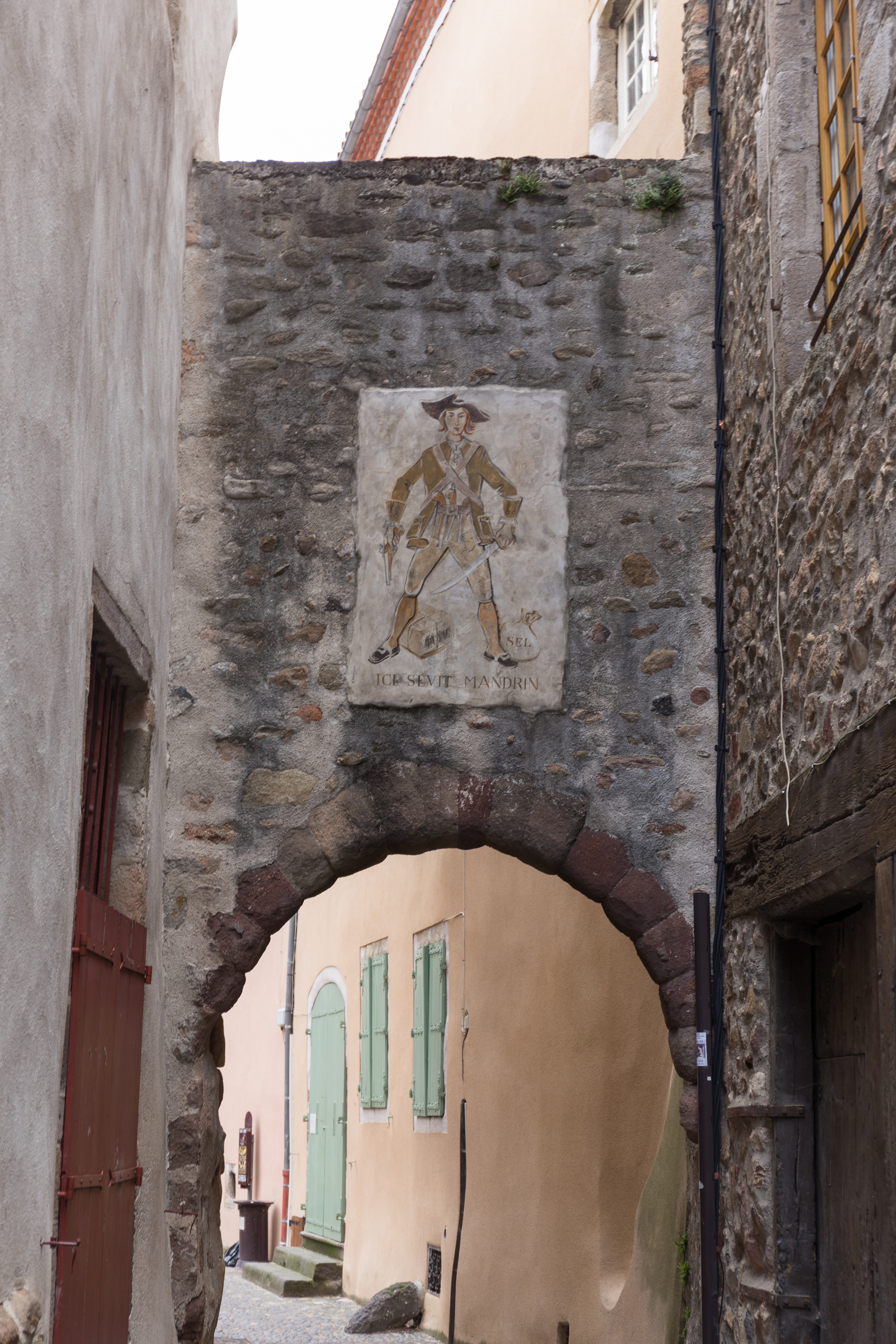
Maison de Mandrin